# 2023년 브라질 삼권광장 습격 사건
2023년 브라질 삼권광장 습격 사건(브라질 포르투갈어: Ataques na Praça dos Três Poderes em 2023)은 2022년 브라질 대통령 선거에서 루이스 이나시우 룰라 다 시우바가 승리하자 부정선거를 주장하던 전 대통령 자이르 보우소나루의 지지자들이 2023년 1월 8일에 삼권광장(브라질 포르투갈어: Praça dos Três Poderes 프라사두스트레스포데리스)에 있는 대법원, 국회의사당, 대통령궁을 습격한 사건이다. 연방상원의장인 베네지아누 비타우 두 레구는 대의원 회의실을 통해 시위자들이 대통령궁을 습격했다고 밝혔다. 이들이 공격할 당시 룰라는 대통령궁에 머무르고 있지 않았기 때문에 피해를 입지 않았다.

## 피해

### 시위대의 예술품 및 물품 파손
삼권광장을 습격한 시위대에 의해 수많은 예술품들이 파손되거나 도난되었다. 도난되거나 파손된 예술품 중 100여점은 영구적으로 파손되어 복원이 불가능한 것으로 알려졌다. 대표적으로 도난된 물품중에는 1988년 브라질 헌법의 원본이 있었으며, 현재는 회수된 것으로 알려졌다.

## 반응

### 브라질 정부의 반응
루이스 이나시우 룰라 다 시우바 브라질 대통령은 시위대를 극우 파시스트로 규정하며 비판했다. 룰라 다 시우바는 시위대의 행동을 야만주의로 표현했으며, 연방구의 무책임하고 허술한 치안을 비난했다. 제라우두 아우키민 브라질 부통령은 삼권광장 습격사건 가담자의 처벌을 촉구했다.

### 라틴아메리카 국가 정상들의 반응
니콜라스 마두로, 루이스 아르세, 미겔 디아스카넬, 안드레스 마누엘 로페스 오브라도르, 구스타보 페트로, 알베르토 페르난데스, 다니엘 오르테가 등 라틴아메리카 주요 국가의 정상들은 삼권광장 습격사건을 극우 쿠데타이자 파시스트 폭동으로 규정하고 시위대와 자이르 보우소나루를 공개적으로 비판했다. 니콜라스 마두로 베네수엘라 볼리바르 공화국 대통령, 미겔 디아스카넬 쿠바 공화국 대통령 루이스 아르세 볼리비아 다국민국 대통령, 알베르토 페르난데스 아르헨티나 대통령은 루이스 이나시우 룰라 다 시우바 정부에 대한 연대와 지지를 담은 공동 성명을 발표했다.

## 같이 보기
- 자이르 보우소나루
- 루이스 이나시우 룰라 다 시우바